# Федункив, Марина Гавриловна
Мари́на Гаври́ловна Феду́нкив (род. 27 августа 1971, Пермь, СССР) — российская комедийная актриса кино, телевидения и дубляжа, сценаристка, диджей, певица, телеведущая и видеоблогер. Широко известна по роли мамы Коляна в телесериале «Реальные пацаны» и участию в телешоу «Comedy Woman» (2013—2019). Также была известна как «Dj FeduN».

## Биография
Родилась 27 августа 1971 года в Перми. Отец по национальности украинец, был валторнистом, работал в симфоническом оркестре, мать — мордовка, работала технологом пищевого производства. Детство и юность провела на западе Украины. Школу окончила в городе Бурштын Ивано-Франковской области в 1988 году. В 1998 году окончила Пермский государственный институт искусства и культуры (курс Виктора Ильева). После окончания института начала играть в КВН и писать сценарии для студенческих юмористических проектов. В 2002 году вместе с командой «Добрянка» стала победителем Первой лиги КВН в Казани и прошла в Высшую лигу.
В разные годы до переезда в Москву Марина Федункив работала проводницей на железной дороге, массовиком-затейником на теплоходе, ночным воспитателем в детском доме, продавцом на рынке, прачкой в Театре юного зрителя, сортировщицей на овощной базе, заведующей клубом при Пермской фармацевтической академии.
В 2008 году переехала в Москву и начала пробовать себя на телевидении. Среди первых проектов — юмористические скетч-шоу «Даёшь молодёжь!», «Всё по-нашему» и «Валера TV» на телеканале «СТС».
С 2010 года стала играть одну из ролей в телесериале телеканала «ТНТ» «Реальные пацаны» — маму Коляна.
В 2011 году снялась в одном из выпусков юмористического шоу «Comedy Woman», а с 2013 года стала одной из его постоянных актрис.
Стала играть в антрепризных спектаклях «Подыскиваю жену. Недорого!» с Татьяной Морозовой, Олегом Верещагиным и Александром Стекольниковым, а также «Нелётная погода, или Брачный сезон у пингвинов» со Светланой Пермяковой, Аристархом Венесом и Романом Богдановым. В 2016 году снялась в новом сезоне телесериала «Реальные пацаны».
В декабре 2016 года в интернете состоялась премьера мини-сериала «Подруга», в котором Федункив снялась вместе с бывшей солисткой группы «Винтаж» — Анной Плетнёвой. Сюжетом сериала стали увольнение Федункив из Comedy Woman, а Плетнёвой — из группы «Винтаж». 25 января 2017 года в свет вышли одноимённый совместный сингл Федункив и Плетнёвой и видеоклип на него.
С октября 2016 года — ведущая программы «Всё просто» на телеканале «360°», а с января 2019 года — ведущая программы «Пригласите на свадьбу» на телеканале «Россия-1». С февраля 2019 года — член жюри шоу «Один в один» на телеканале «Россия-1».
С января 2019 года — главная героиня рекламной кампании банка «Восточный».
Instagram-блогер. В сентябре 2016 года число подписчиков аккаунта Марины Федункив превысило 1 миллион человек, а в феврале 2018 года — 2 миллиона. С 2018 года размещает видео на своём YouTube-канале «Марина Федункив», на март 2024 года количество подписчиков составляло 170 тысяч.

## Личная жизнь
Первый фактический муж — Сергей Щелчков. Прожили вместе 12 лет.
Второй муж — Михаил (предприниматель). Брак продлился 13 лет.
Третий муж — Стефано Маджи (с 2021 года). В октябре 2024 года родила сына, которому дали имя Теодор в честь деда Марины — Теодора Гавриловича Федункив.

## Фильмография

### Роли в кино
| Год       |     | Название                                          | Роль                                         |
| --------- | --- | ------------------------------------------------- | -------------------------------------------- |
| 2010—2023 | с   | Реальные пацаны                                   | Марина, мать Коляна                          |
| 2013      | кор | Как к Ивану Ивановичу совесть пришла              | снималась                                    |
| 2013      | с   | Неzлоб                                            | камео                                        |
| 2014      | тф  | Время собирать                                    | Шура, подруга Жени                           |
| 2014      | ф   | Выпускной                                         | Лида, подруга капитана                       |
| 2014      | ф   | Корпоратив                                        | Жанна Владимировна                           |
| 2014      | с   | Деффчонки                                         | консьержка                                   |
| 2015      | ф   | Война полов                                       | Ирэн, возлюбленная Макса                     |
| 2015      | ф   | Дороги                                            | камео                                        |
| 2016      | вс  | Подруга                                           | камео                                        |
| 2017      | ф   | Zомбоящик                                         | несколько                                    |
| 2017      | ф   | Маняшино озеро                                    | снималась                                    |
| 2017      | ф   | Бабушка лёгкого поведения                         | медсестра Тоня                               |
| 2017      | кор | Хочу мороженое!                                   | мать                                         |
| 2018      | ф   | Счастья! Здоровья!                                | мать Светы                                   |
| 2019      | ф   | Бабушка лёгкого поведения 2. Престарелые мстители | Тоня, медсестра                              |
| 2019      | с   | Фитнес (второй сезон)                             | мама Бориса                                  |
| 2020      | ф   | Реальные пацаны против зомби                      | Марина, мать Коляна                          |
| 2020      | с   | Записки отельера #Гельвеция                       | снималась                                    |
| 2020      | с   | СашаТаня (шестой сезон)                           | Сидорчук, жена рабочего на заводе            |
| 2020      | с   | #Вмаскешоу                                        | снималась                                    |
| 2021      | ф   | Прабабушка лёгкого поведения. Начало              | Глаша                                        |
| 2022      | ф   | СамоИрония судьбы                                 | соседка Нади                                 |
| 2023      | с   | Кафе «Куба»                                       | Тамара                                       |
| 2023      | с   | Мендельсон                                        | Любовь Павловна, кондитер в свадебном салоне |
| 2023      | ф   | Иван Семёнов: Большой поход                       | шаман                                        |
| 2024      | ф   | Шаман                                             | Люба                                         |

### Дубляж
| Год  |    | Русское название          | Оригинальное название | Роль                 |
| ---- | -- | ------------------------- | --------------------- | -------------------- |
| 2023 | мф | Кентервильское привидение | The Canterville Ghost | Элджернон Ван Финчли |

## Телепроекты
- 2008 — 2013 — «Даёшь молодёжь!», «СТС» — Валенти
- 2009 — 2010 — «Всё по-нашему!», «СТС»— Руфима Гарифовна
- 2010 — «Уральские пельмени. Весь апрель никому…», «СТС»
- 2010 — «Случайные связи», «СТС»
- 2011 — «Comedy Woman», «ТНТ» — гостья выпуска 50
- 2011 — «Очень Новый Год», «НТВ» — ковбойша
- 2012 — «Валера TV», «СТС» — различные роли
- 2013 — 2019 — Comedy Woman, «ТНТ» — постоянная актриса с четвёртого сезона: выпуски 101—179, 185—186, 192—193, 195—237
- 2014 — «Ералаш», «Первый канал» — мама Ванечки (сюжет «Одноклассница», роль переозвучена неуказанной актрисой)
- 2016 — «Ревизорро», Пятница! (сезон пятый, выпуск 14)
- 2017 — «Где логика?», «ТНТ» — гостья (сезон третий, выпуск 5)
- 2017 — 2018 — «Love Is», «ТНТ» — Ольга (выпуски 1—10) / Ирина (выпуски 11—20)
- 2018 — «Деньги или позор», ТНТ4 — гостья (сезон третий, выпуск 1)
- 2018 — 2021 — «Студия СОЮЗ», «ТНТ» — гостья (сезон второй, выпуск 9, сезон третий, выпуск 4, сезон четвёртый, выпуск 28)
- 2018 — 2021 — «Comedy Club», «ТНТ» — актриса миниатюр (сезон четырнадцатый, выпуск 9; сезон пятнадцатый, выпуск 3, сезон шестнадцатый, выпуски 1 и 20, сезон семнадцатый, выпуск 21)
- 2019 — «Мастер смеха», «Россия-1» (выпуски 5—6)
- 2019 — «Пригласите на свадьбу», «Россия-1»
- 2019 — «Один в один», «Россия-1» — член жюри
- 2021 — «Импровизация», «ТНТ» — гостья (сезон шестой, выпуск 29)
- 2022 — «Кондитер», Пятница! — гостья (сезон шестой, выпуск 15)[14]
- 2022 — «Пацанки. Новые», Пятница! — гостья (сезон седьмой, выпуск 11)
- 2022 — «Адский Шеф», Пятница! — гостья (сезон первый, выпуск 9)
- 2023 — «Галустян+», «ТНТ» — Елизавета Карповна (девятый выпуск) (неиспользуемый контент)
- 2023 — «Однажды в России», «ТНТ» — актриса скетчей (десятый сезон, 26 выпуск; с одиннадцатого сезона)

## Дискография

### Синглы
- 2017 — «Подруга» (совместно с Анной Плетнёвой)[15]
- 2019 — «Не устоишь»[16]
- 2020 — «Загуляю» (совместно с Анастасией Некрасовой)[17]
- 2020 — «Бабоньки»[18]
- 2020 — «Лав стори»[19]
- 2020 — «Байландо»[20]
- 2020 — «Новогодняя»[21]
- 2021 — «С днём рождения!»[22]
- 2021 — «Свадебная»[23]
- 2021 — «Не Моника Беллуччи»[24]
- 2022 — «Под вино»[25]
- 2022 — «Я не буду»[26]
- 2023 — «Придорожное кафе»
- 2024 — «Новогодняя» (Muffin Remake 2024)
- 2025 — «Я всё равно круче»

## Видеография
| Год  | Клип                                    | Режиссёр        |
| ---- | --------------------------------------- | --------------- |
| 2017 | «Подруга» (совместно с Анной Плетнёвой) | Сергей Ткаченко |
| 2020 | «Лав стори»                             | Жанна Кадникова |
| 2020 | «Новогодняя»                            | Жанна Кадникова |

### Как актриса
| Год  | Клип                                           | Режиссёр           |
| ---- | ---------------------------------------------- | ------------------ |
| 2016 | «Идите в…» (видеоклип Бьянки)                  | нет информации     |
| 2018 | «К чёрту эту гордость» (видеоклип Руки вверх!) | Алина Верипя       |
| 2019 | «Караоке» (видеоклип Николая Баскова)          | Дмитрий Литвиненко |
| 2020 | «Снежинки» (видеоклип Ольги Бузовой и DAVA)    | Александр Романов  |

## Озвучка
| Год  | произведение              | персонаж          |
| ---- | ------------------------- | ----------------- |
| 2023 | Кентервильское привидение | The Ghost Catcher |

## Чарты
| Год                             | Название                                | Чарты                               | Чарты                              | Чарты                                       | Чарты                               | Чарты                             | Чарты                           | Чарты                               | Альбом      |
| Год                             | Название                                | Россия и СНГ (TopHit Общий Топ-100) | Россия (TopHit Московский Топ-100) | Россия (TopHit Санкт-Петербургский Топ-100) | Украина (TopHit Украинский Топ-100) | Украина (TopHit Киевский Топ-100) | Радиочарт по заявкам TopHit 100 | Россия и СНГ (TopHit Общий годовой) | Альбом      |
| ------------------------------- | --------------------------------------- | ----------------------------------- | ---------------------------------- | ------------------------------------------- | ----------------------------------- | --------------------------------- | ------------------------------- | ----------------------------------- | ----------- |
| 2017                            | «Подруга» (совместно с Анной Плетнёвой) | 151                                 | —                                  | —                                           | —                                   | 1043                              | 24                              | —                                   | без альбома |
| 2019                            | «Не устоишь»                            | —                                   | —                                  | —                                           | —                                   | —                                 | —                               | —                                   | без альбома |
| «—» песня отсутствовала в чарте |                                         |                                     |                                    |                                             |                                     |                                   |                                 |                                     |             |

## Театр
Осенью 2010 года состоялась премьера спектакля «Счастливый номер». В 2011 году постановка переименована в «Подыскиваю жену. Недорого!». Марина играет маму главного героя, который пытается найти себе жену. Также в спектакле заняты Наталия Медведева, Олег Верещагин, Екатерина Скулкина и Кристина Асмус.
В начале 2016 года состоялась премьера спектакля Светланы Пермяковой «Нелётная погода, или Брачный сезон у пингвинов» по пьесе Алексея Щеглова. Также в спектакле задействованы Роман Богданов и Аристарх Венес.